# Marissa (Illinois)
Marissa é uma vila localizada no estado americano de Illinois, no Condado de St. Clair.

## Demografia
Segundo o censo americano de 2000, a sua população era de 2141 habitantes.
Em 2006, foi estimada uma população de 2024, um decréscimo de 117 (-5.5%).

## Geografia
De acordo com o United States Census Bureau tem uma área de
10,1 km², dos quais 9,6 km² cobertos por terra e 0,5 km² cobertos por água.

## Localidades na vizinhança
O diagrama seguinte representa as localidades num raio de 16 km ao redor de Marissa.